# Genomica strutturale
La genomica strutturale si occupa della determinazione della struttura tridimensionale di tutte le proteine di un dato organismo, tramite metodi sperimentali come la cristallografia a raggi X, la spettroscopia NMR o approcci computazionali come l'homology modelling.
Contrariamente a quanto avviene nella biologia strutturale, la determinazione della struttura proteica attraverso la genomica strutturale avviene spesso (ma non sempre) prima di conoscere la funzione proteica. Questo solleva nuove sfide per la bioinformatica strutturale, come la determinazione della funzione di una proteina dalla sua struttura tridimensionale.
Mentre molti biologi strutturali si occupano della struttura di una singola proteina o di un gruppo di proteine, gli specialisti in genomica strutturale studiano le proteine di un intero genoma.
Un vantaggio importante di questo approccio è il risparmio economico che si ottiene dalla clonazione, espressione e purificazione su vasta scala. D'altra parte però il valore scientifico di alcune strutture risultati è ancora dubbio.